# 갤럭시 노트 FE
삼성에서 노트7에 사용하지 않은 부품을 사용해 출시한 모델로 대한민국에서는 40만대 한정으로 판매되었다.충전구는 C-type으로 노트7과 같으며 갤럭시 S8과 같이 안드로이드 9와 One UI 1.0 까지 업데이트를 해 주었다.